# Steyr-Puch Haflinger
Steyr-Puch Haflinger — повнопривідний автомобіль особливо малої вантажності.
Являє собою невеликий, легкий, повнопривідний автомобіль довжиною близько 3,5 м і завширшки 1,5 м, оснащений 643-кубовим  двигуном з повітряним охолодженням, встановленим ззаду. З вагою близько 600 кг (1322,8 фунта), Haflinger можуть підняти чотири сильних людини, але він може везти вантаж вагою 500 кг (1102,3 фунта). Ця вантажівка належить до категорії легких вантажівок. [Архівовано 19 листопада 2021 у Wayback Machine.]

## Історія
Після Другої світової війни нещодавно організована австрійська армія була оснащена надлишковим транспортом армії  США Willys MB і Ford GPA Jeep. Через десятиліття після закінчення бойових дій австрійська армія розглядала питання про відставку старих джипів на користь чогось більш сучасного, а також локального розроблення та виробництва.Дизайн Еріха Ледвінки (сина легендарного дизайнера Tatra та батька Volkswagen Beetle Ганса Ледвінки) був використаний австрійською фірмою Steyr-Daimler-Puch для виробництва та польових випробувань прототипів. Його велика схожість з більшими повнопривідними вантажівками Tatra очевидна, його навіть називають «маленькою Татрою». Після того, як дизайн серійної моделі був завершений, вантажівки вироблялися між 1959 і 1975 роками і експортувалися в усьому світі. Виробник позначив вантажівки як «Тип багатоцільовий пасажирський автомобіль». Всього було виготовлено 16 647.

## Застосування
Більшість вантажівок Haflinger надійшли безпосередньо в руки приватних власників в усьому світі, а невелика кількість також була передана в муніципальні служби, швидку допомогу та пожежні служби. Як і його попередник, US Army Jeep, вантажівки Haflinger як вдома, так і на дорозі. Вони були ліцензовані для використання на дорогах у Європі, Північній та Південній Америці, Азії, Африці та Австралії. Протягом 16-річного виробництва вони були продані в Австрії та експортовані в тридцять п'ять інших країн. Перші вантажівки, які почали використовувати в Сполучених Штатах, з’явилися в 1960 році. 1983 року один був перевезений з Вермонта до Каліфорнії, тоді як австрійський журналіст Ернст Візе у своїй книзі «10 000 миль через Аравію» описав свій чотиримісячний зворотний шлях із Відня до південного краю Аравійського півострова. Його багатофункціональні можливості означали, що його описували як автомобіль, вантажівка та «австрійський джип».

## Військове використання
Приблизно 7000 гафлінгерів були направлені на військову службу до армій Швейцарії , Австрії,  Австралії та Королівського флоту. Невелика кількість також використовувалася в Катанзі та Демократичній Республіці Конго в 1960-х роках.
На службі в австралійській армії 46 автомобілів Haflinger були оснащені окремим причепом.  Хафлінгер часто розподіляли до підрозділів RAEME, де, як правило, окремий транспорт , як і артилерійський транспорт, так і як транспортний засіб для перевезення інструментів та іншого обладнання по полю для технічного обслуговування збройових платформ і бойових машин.
Гафлінгер, Steyr Puch, не зазначений у таблиці транспортних засобів австралійської армії у В'єтнамі в книзі M Cecil Mud & Dust, але поширена помилка, можливо, виникла через американський M274 Mechanical Mule, який має подібний розмір і механічне розташування і був використовується для перевезення боєприпасів та іншого обладнання.

## Конструкція
Haflinger є багатоцільовим всюдиходом. Шасі має трубчасту конструкцію. Двигун 0,6 літра повітряного охолодження потужністю 22 к.с. (встановлювався на цивільних легковиках Puch 500/650) встановлений в задній частині. Всі колеса мають незалежну підвіску з осями повороту. Машина має дуже великий дорожній просвіт і суто низький центр тяжіння. Haflinger може їхати якщо принаймні одне колесо має контакт із землею. Автомобіль має вантажність близько 515 кг (залежно від версії). Завдяки своїм компактним розмірам він може бути легко перекидатися повітрям.

## Особливості
Особливі характеристики, які додають перевагу бездоріжжю, включають:
- Надзвичайно низький центр ваги через низьке розміщення шасі та відсутність верхньої частини кузова
- Забезпечення блокування як переднього, так і заднього диференціала дозволяє транспортному засобу рухатися, навіть якщо тільки одне колесо щільно стикається з землею.
- Конструкція «портального» типу передньої та задньої осі означає, що центр осі знаходиться над центром колеса, таким чином збільшуючи кліренс під віссю без необхідності збільшення діаметра колеса.
- Підвіска є повністю незалежною, від поворотної осі типу спереду і ззаду, кожна піввісь, що має від близько 25 см вільного руху.

## Серії
- Серія I. Оригінальні машини. Мали 4-швидкісну коробку передач.
- Серія II. Виробництво почалось з 1966. Мали двигун потужністю 27 к.с. та 5-ти швидкісну коробку передач. Максимальна швидкість 75 км /год. Паливний бак перенесено, частина машин мала двері.
- Версія 6x6.

## Військові модифікації
- Haflinger 700 AP. Базова версія для перевезення піхоти (водій + три пасажири) та вантажів. Як санітарна — водій, пасажир та пара носилок. Може використовуватися для перевезення легкої артилерії (вагою до 350 кг).

- польова радіостанція.

- носій озброєння. В австрійській армії на Haflinger встановлювали: 12,7-мм кулемет, 57-мм безвідкатну гармату М18 та ПТРК Mosquito (аналогічна модифікація існувала в Швейцарії, аапрорпавапенгорпавапле система установка була відмінна). У Швеції встановлювали 90-мм протитанкову рушницю Bofors PV1110 та ПТРК Bantam.

## Фанати Гафлінгера
Найбільше ентузіастів знаходиться в Німеччині та Австрії, де є процвітаючі клуби. Також є багато власників/ентузіастів у Великобританії, США, Канаді, Австралії та Азії. Одне з найважливіших засідань клубу проводиться щороку в селі Хафлінг (Авеленго) в Італії.

## Країни-експлуатанти
- Австрія
- Швейцарія
- Швеція
- Австралія. Використовувалися військовим контингентом в В'єтнамі, де дуже сподобались американцям. Під їх впливом виникла концепція M274 Mechanical Mule.
- Велика Британія
- Індонезія
- Нідерланди
- Нігерія

## Галерея

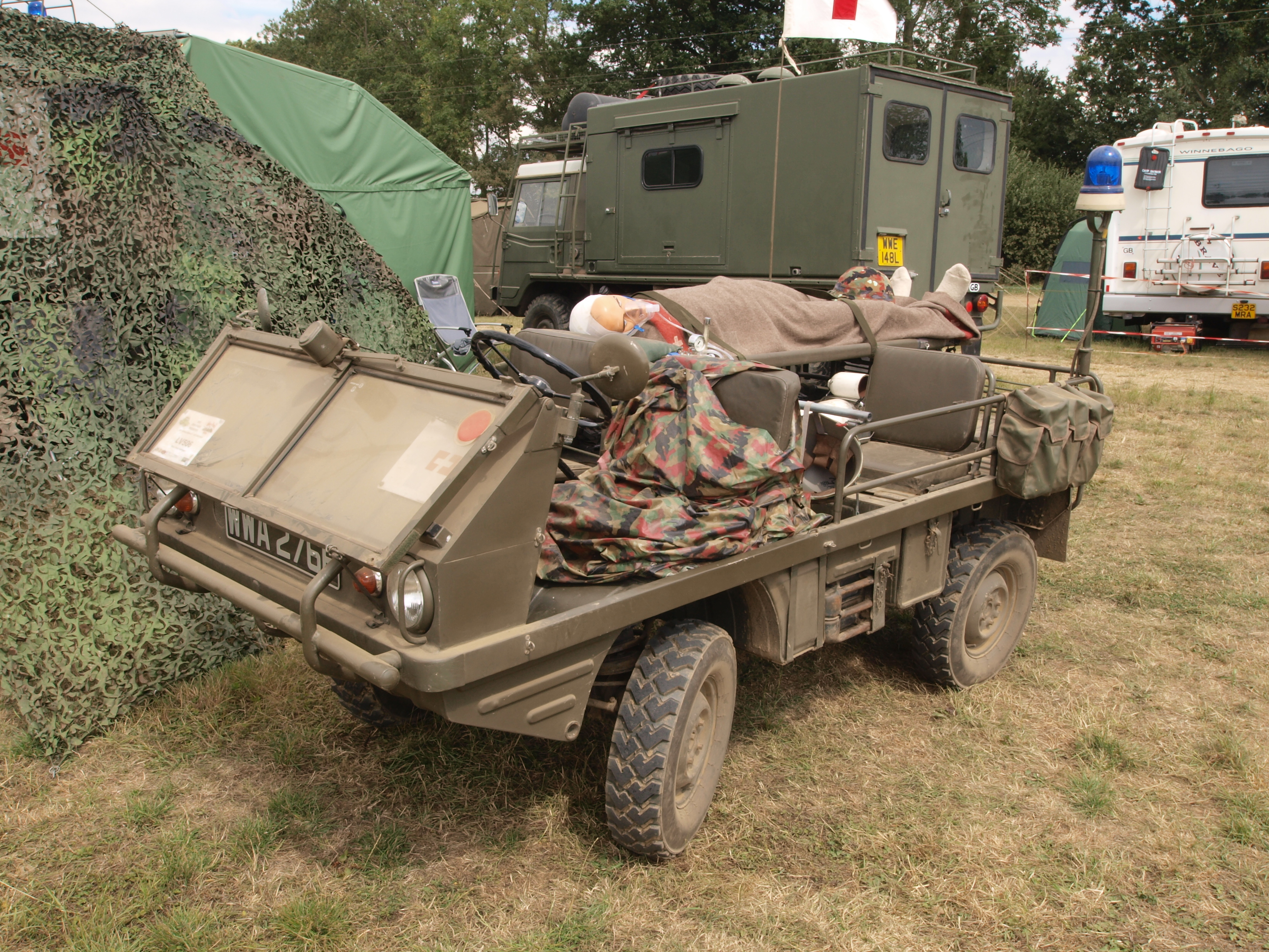
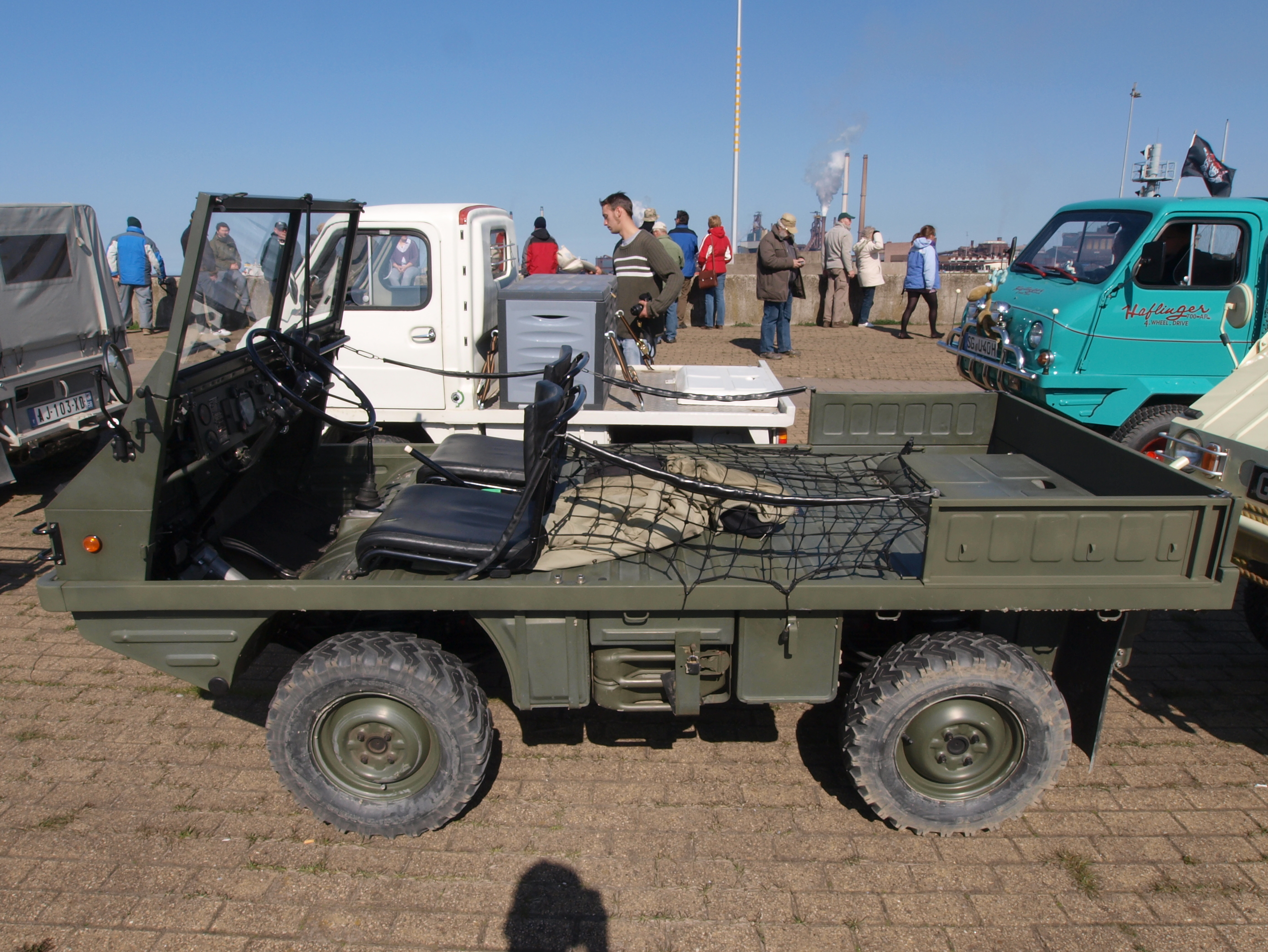
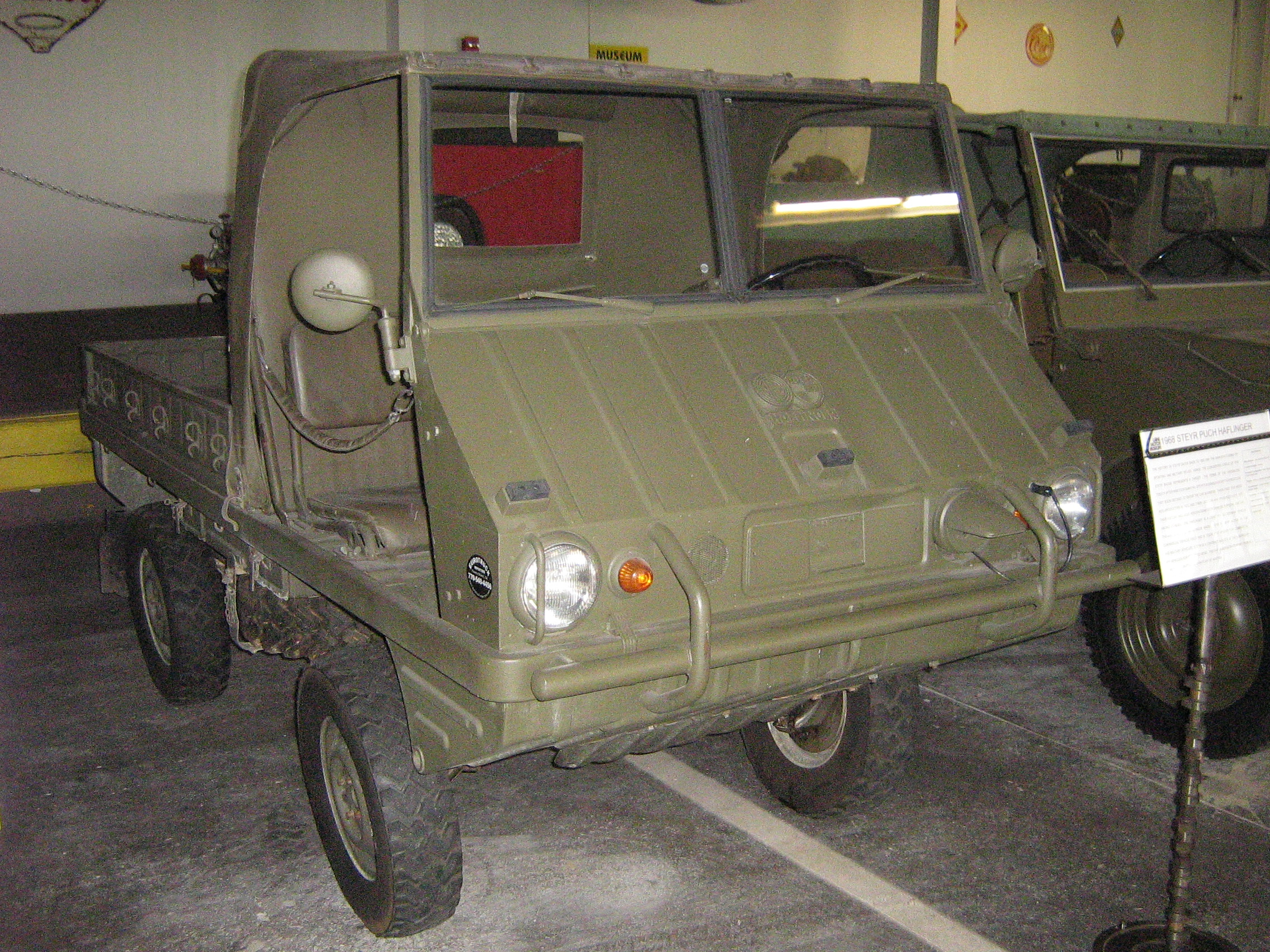
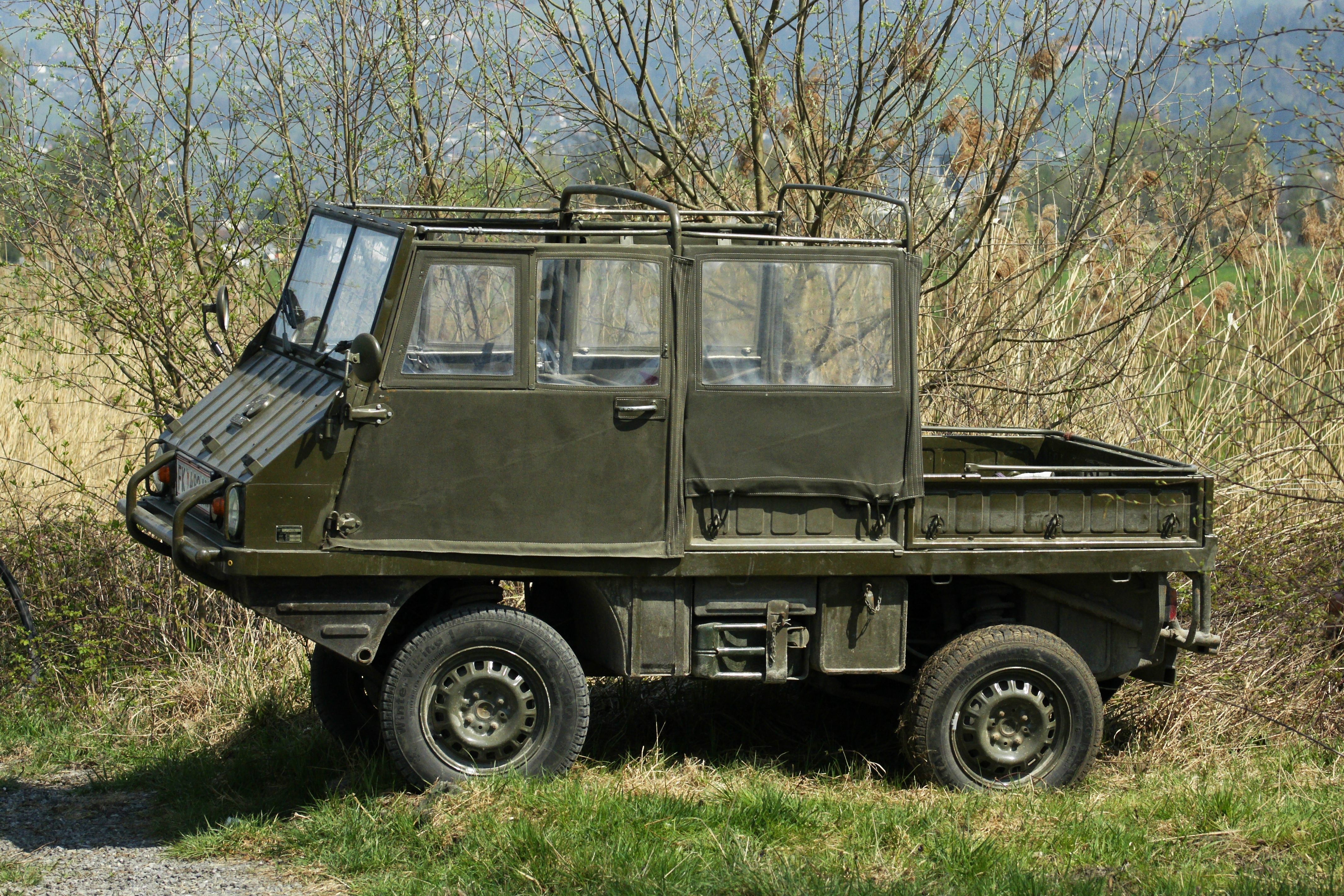
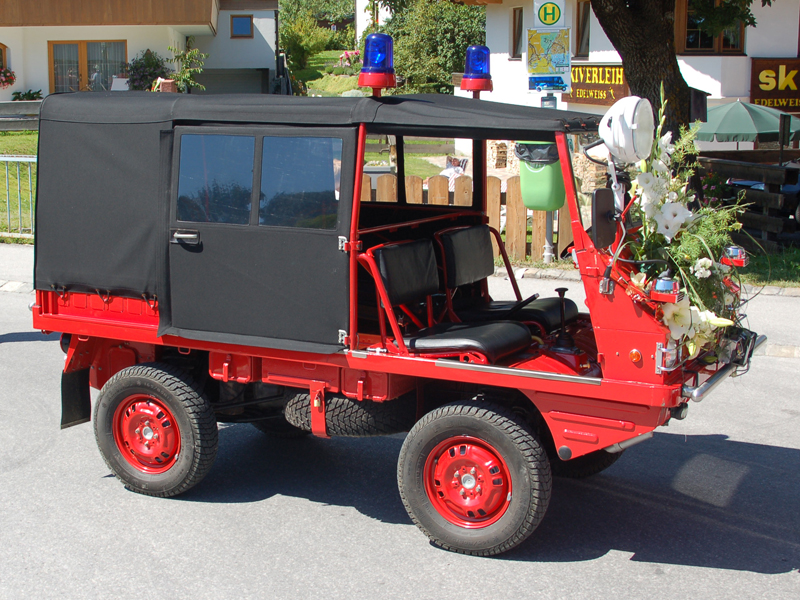

## Дивіться також
- AMC M422 'Mighty Mite'[en]
- Пінцґауер
- ЛуАЗ-967
- Позашляховик